# Operation Eagle Pull
Operation Eagle Pull var USA:s militära evakuering luftvägen av Phnom Penh den 12 april 1975, i slutet av det Kambodjanska inbördeskriget. 
Phnom Penh var i april 1975 en av Kambodjas sista kvarvarande rester av den USA-stödda Khmerrepubliken. Staden var omgiven på alla sidor av Röda khmererna och beroende av försörjning genom Pochentongs flygplats. Eftersom röda khmererna snart förväntades inta staden iscensatte USA en evakuering av sina egna medborgare samt kambodjanska anhängare via helikopter till amerikanska skepp i Thailandsviken. Operation Eagle Pull ägde rum under morgonen den 12 april 1975 och kunde framgångsrikt evakuera tusentals människor utan några förluster. Fem dagar senare föll Phnom Penh och därmed kollapsade Khmerrepubliken och det Kambodjanska inbördeskriget var över. Röda khmererna inledde därefter en massaker på meningsmotståndare. Premiärministern Long Boret och hans bror Lon Non tillhörde dem som sköts på idrottsarenan Cercle Sportif. De utlänningar som fanns kvar i staden sökte skydd på franska ambassaden, och blev något senare eskorterade till gränsen, medan hela den övriga stadens befolkning utrymdes och skickades ut på landsbygden som ett led i röda khmerernas omskolningsprogram.